# Denis Zivkovic
Denis Zivkovic nacido el 30 de septiembre de 1987 es un tenista profesional de Estados Unidos.Su ranking más alto a nivel individual fue el puesto N.º 292, alcanzado el 18 de marzo de 2013. A nivel de dobles alcanzó el puesto N.º 166 el 8 de julio de 2013.
Participa principalmente en el circuito de ATP Challenger Series y torneos futures. Ha ganado 2 torneos challengers, 1 en individuales y otro en dobles.

## Títulos; 2 (1+1)

### Individuales(1)
| Leyenda                   |
| Grande Slam (0)           |
| ATP World Tour Finals (0) |
| ATP Masters 1000 (0)      |
| ATP World Tour 500 (0)    |
| ATP World Tour 250 (0)    |
| ATP Challenger Series (1) |

| No. | Fecha      | Torneo                    | Superficie | Rival en la final | Resultado   |
| --- | ---------- | ------------------------- | ---------- | ----------------- | ----------- |
| 1.  | 15.04.2012 | Challenger de León México | Dura       | Rajeev Ram        | 7–6(5), 6–4 |

## Dobles(1)
| Leyenda                   |
| Grande Slam (0)           |
| ATP World Tour Finals (0) |
| ATP Masters 1000 (0)      |
| ATP World Tour 500 (0)    |
| ATP World Tour 250 (0)    |
| ATP Challenger Series (1) |

| No. | Fecha      | Torneo                          | Superficie    | Pareja      | Rival en la final           | Resultado |
| --- | ---------- | ------------------------------- | ------------- | ----------- | --------------------------- | --------- |
| 1.  | 15.07.2012 | Challenger de Timisoara Rumania | Tierra batida | Goran Tošić | Andrei Dăescu Florin Mergea | 6-2, 7-5  |